# شاپرکان جغدی سیرکومداتا
شاپرکان جغدی سیرکومداتا(نام علمی: Acantholipes circumdata) نام یک گونه از تیره شاپرکان جغدی است.